# Albatros (Schiff, 1876)
Die Albatros war ein österreichisches Kanonenboot, das auch so genannte Missionsreisen in Südamerika, Ostasien und der Südsee unternahm. Dabei kam es im August 1896 auf der Insel Guadalcanal zu einem Gefecht mit Eingeborenen, in dem der wissenschaftliche Leiter der Expedition, Baron Heinrich Foullon von Norbeeck, fiel. Benannt war das Schiff nach dem Meeresvogel Albatross. Es ist nicht zu verwechseln mit dem deutschen Kanonenboot Albatross.

## Technische Daten
- Schiffstyp: Kanonenboot, Barkschoner
- Bauwerft: Arsenal Pola
- Stapellauf: 22. November 1873
- Größe: 540 t
- Länge: 44,04 m
- Breite: 8,23 m
- Tiefgang: 3,64 m
- Antrieb: Dampfmaschine, Segel
- Leistung: 90 PSn, 628 PSi bei der Probefahrt
- Geschwindigkeit: 10,5 kn
- Masten: 3
- Besatzung: Zwischen 112 und 129 Mann
- Bewaffnung: Bis 1895: 2-15,0-cm-Geschütze, 1-7,0-cm-Geschütz auf Bootslafette, 63 Gewehre, 29 Revolver, 10 Entersäbel. Ab 1895: 2-7,0-cm-Geschütze, 3-2,5-cm-Geschütze

## Geschichte
Nach der 1876 beendeten Ausrüstung in Pola diente die Albatros als Stationär in Konstantinopel und unternahm von dort aus Reisen in die Levante und Adria. 1880 wurde sie in Pola abgerüstet. 1882 wurde sie erneut ausgerüstet und aufgrund von Unruhen nach Ägypten entsandt, anschließend diente sie wieder als Stationär in Konstantinopel.

### Ostasienreise 1884–1885
Am 30. Dezember 1883 lief das Kanonenboot von Pola zu einer handelspolitischen Ausbildungsreise nach Ostasien aus. Dabei besuchte es unter anderem Bombay, Colombo, Batavia, Singapur, Saigon, Hongkong, Swatow, Amoy, Shanghai, Chefoo, Weiheiwei und Nagasaki. Von Anfang August bis Anfang Oktober 1884 hielt sie sich aufgrund von Unruhen in Shanghai auf. Am 18. März 1885 traf sie wieder in Pola ein. Auf der Reise hatte sie 22.000 Seemeilen zurückgelegt.

### Erste Reise nach Südamerika und Westafrika
Im August 1885 wurde die Albatros neu ausgerüstet und lief am 1. September 1885 von Pola nach Südamerika und Westafrika aus. Ziel der Reise waren Mannschaftsausbildung, die Vertretung kommerzieller Interessen, die Gewinnung handelspolitischer Informationen sowie hydrographische Messungen. Dabei besuchte sie Pernambuco, Bahia, Rio de Janeiro, Paranagua und Antonina. In Montevideo erfolgte von Ende Januar bis Anfang März 1886 eine Instandsetzung. Bei einem Besuch in Buenos Aires wurden Kollektionen für das Wiener Gewerbemuseum zusammengestellt.
Im Südatlantik geriet das Kanonenboot Ende Juni 1886 in einen schweren Sturm. In Kapstadt wurde der Anstrich erneuert, anschließend wurde Mossamedes und Belgisch-Kongo angelaufen. Über Freetown und Dakar kehrte sie am 19. Dezember 1886 wieder nach Pola zurück.

### Zweite Reise nach Südamerika und Westafrika
Nach der Ab- und Neuausrüstung lief sie am 17. September 1887 erneut nach Westafrika und Südamerika aus. Auf der Rückreise erkrankte der Kommandant, Gustav von Pott, und verstarb am 30. August 1888 in Ponta Delgada. Am 19. Oktober traf sie wieder in Pola ein.

### Südsee-Expedition 1895–1898

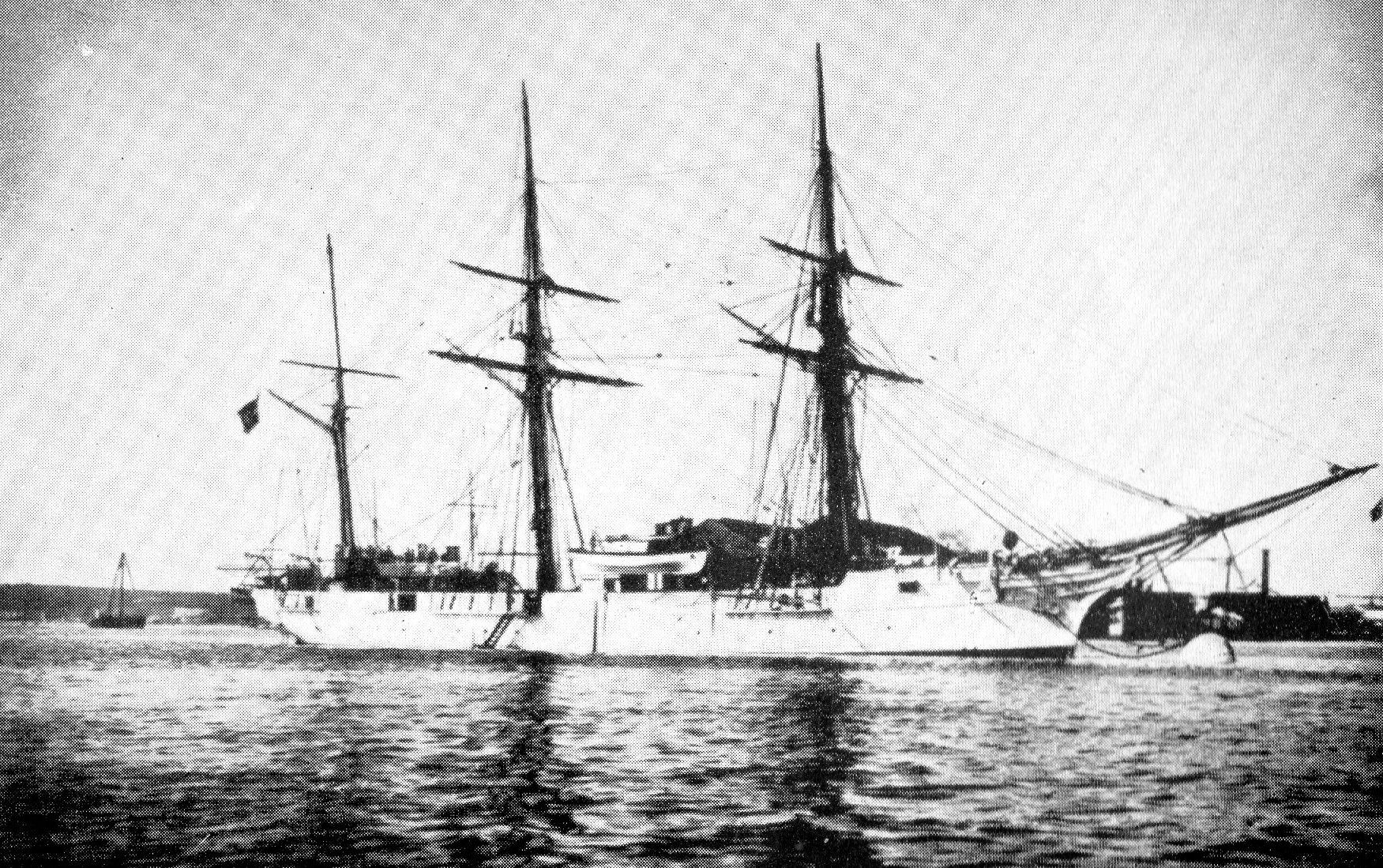
Die Albatros nach der Umtakelung zur Bark. Aufnahme um 1898.

Nach weiterem Dienst im Mittelmeer lief die Albatros am 2. Oktober 1895 unter dem Kommando von Korvettenkapitän Josef Ritter Mauler von Elisenau zu einer Expedition in die Südsee aus. Am 6. April 1896 traf sie in Sydney ein. Die wissenschaftliche Leitung oblag Heinrich Freiherr von Foullon de Noorbeck, Chefgeologe der Kaiserlichen Akademie der Wissenschaften.
Am 5. August wurde in Gora Anchorage auf Guadalcanal eine 18-köpfige Expedition ausgesandt, die am 10. August von rund 300 Eingeborenen unter Führung von zwei Häuptlingen überfallen wurde. Die Hintergründe des Überfalls wurden nie geklärt. Sechs Besatzungsmitglieder wurden getötet, darunter von Foullon de Noorbeck. Sechs Besatzungsmitglieder wurden schwer und zwei leicht verwundet. Auf der Gegenseite wurden rund 40 Eingeborene getötet und rund 120 verwundet.
Wie sich später herausstellte, war von Foullon de Noorbeck durch eine Schussverletzung tödlich verwundet worden. Nach Aussagen der beiden Diener des Freiherrn verfügten die Eingeborenen jedoch nicht über Schusswaffen. Die Gefallenen mussten zurückgelassen werden. Einige sterbliche Überreste wurden rund 15 Jahre später aufgefunden, geborgen und am 15. August 1911 in Pola in der Marinekirche Madonna del Mare beigesetzt.
Nach dem Besuch weiterer Inseln kehrte die Albatros am 7. März 1898 wieder in Pola ein, wo in der Kirche Madonna del Mare eine Gedenktafel für die Gefallenen enthüllt wurde. 1901 wurde am Strand von Gora Anchorage durch Leopard zur Erinnerung ein steinernes Kreuz errichtet, das noch 2020 existierte.

### Weitere Dienstzeit 1899–1914
Nach der Rückkehr aus der Südsee diente die Albatros im Mittelmeer zu Ausbildungszwecken, insbesondere für Schiffsjungen. Am 3. April 1914 wurde sie in den Arsenalsstand übernommen und diente als Wohnschiff für Arsenalarbeiter. 1920 wurde sie als Kriegsbeute an Italien ausgeliefert und 1924 abgewrackt.